# Arctosa kazibana
Arctosa kazibana Roewer, 1960 è un ragno appartenente alla famiglia Lycosidae.

## Etimologia
Il nome proprio della specie deriva dalla fiume congolese dove sono stati rinvenuti i primi esemplari tipo: il Kaziba, affluente del Senze.

## Caratteristiche
Questa specie mostra una peculiarità in comune con A. litigiosa: le dimensioni, sono le due specie più grandi dell'intero genere. A parte ciò, l'epigino è strutturato in modo sostanzialmente diverso e anche il pattern dell'opistosoma. Segno distintivo macroscopico sono i processi spinali delle zampe.
Le femmine hanno il bodylenght (prosoma + opistosoma) di 20 millimetri (8 + 12).
I maschi hanno il bodylenght (prosoma + opistosoma) di 17 millimetri (7 + 10).

## Distribuzione
La specie è stata reperita nella Repubblica Democratica del Congo meridionale: nei pressi del fiume Kaziba, all'interno del parco nazionale di Upemba.

## Tassonomia
Al 2016 non sono note sottospecie e dal 1960 non sono stati esaminati nuovi esemplari.